# Lišany (okres Louny)
Chmelařská obec Lišany se nachází v okrese Louny v Ústecký. Žije v ní 153 obyvatel.

## Název
Původ názvu vesnice je nejasný. Je odvozen buď podle založení vsi na lysém místě (tj. ves Lyšanů) nebo od příjmení Lis, Lisa nebo Lysý. V historických pramenech se jméno vesnice objevuje ve tvarech: Lissan (1411), „ve vsi Lyssanech“ (1556), „ve vsi Lissanech“ (1573), na Lišanech (1615), Lyssany (1623), Lyßany (1631) a Lischan (1787 a 1846).

## Historie
První písemná zmínka o Lišanech pochází z roku 1351, kdy ve vsi žil Pešek Čach, který si tehdy nad svým dvorem založil vinici. V roce 1411 ve vsi žil Blažek z Lišan, ale na dalších téměř sto let se Lišany z písemných pramenů vytratily. Podle Augusta Sedláčka byla vesnice rozdělena na více dílů, z nichž jeden patřil až do zrušení patrimoniální správy v roce 1850 k Novému hradu.
Další zmínka o vsi je z roku 1507, kdy si bratři Václav, Mikuláš, Zikmund a Vilém Hasištejnští z Lobkovic nárokovali úroky z Lišan, které pobíral Bušek Milešovký ze Sulejovic. Jinou část vsi vlastnili nezletilí bratři Zdeněk a Jan z Kolovrat. Majetek za ně spravoval Jáchym Novohradský z Kolovrat, který jejich díl prodal roku 1556 Jakubu Hruškovi z Března, majiteli Bitozevsi. Novohradským z Kolovrat ale část vsi i nadále zůstala, protože roku 1581 prodal Jan Novohradský z Kolovrat jeden dvůr kmecí k postoloprtskému panství.
Panským sídlem v hruškovské části vesnice bývala nejspíše tvrz, připomínaná za Jiřího Hrušky z Března poprvé v roce 1602 jako nově postavená. Pravděpodobnější je, že na začátku sedmnáctého století byla pouze přestavěna starší stavba. Jiří byl za účast na stavovském povstání v letech 1618–1620 odsouzen ke ztrátě třetiny majetku. K ní patřily i Lišany, které od královské komory roku 1625 koupil svobodný pán Seyfrid Kryštof Brenner ze Stärzu (též Breuner ze Štarcu) za patnáct tisíc kop míšeňských grošů. Následující majitelé se podle Augusta Sedláčka a Rudolfa Anděla liší. Sedláček uvedl, že Kryštof Brenner Lišany v roce 1628 prodal hraběti Adamovi z Herbersdorfu, který je připojil k Toužetínu. Podle Andělovy varianty je prodal až v roce 1630 Pavlu Michnovi z Vacínova. Za Michnů z Vacínova se Lišany znovu staly součástí postoloprtského panství, ale v letech 1667–1671 byly spravovány z Bitozevsi, za Sinzendorfů z Tatinné a od roku 1767 je Josef ze Schwarzenbergu připojil k Novému hradu.
Tvrz zanikla během třicetileté války a roku 1699 byl její dvůr rozdělen na dva díly a ty prodány sedlákům. Později na jejím místě vznikly statky čp. 9 a 10, přičemž v areálu druhého bylo zdivo tvrze údajně patrné ještě na začátku dvacátého století.

## Obyvatelstvo
|           | 1869 | 1880 | 1890 | 1900 | 1910 | 1921 | 1930 | 1950 | 1961 | 1970 | 1980 | 1991 | 2001 | 2011 |
| --------- | ---- | ---- | ---- | ---- | ---- | ---- | ---- | ---- | ---- | ---- | ---- | ---- | ---- | ---- |
| Obyvatelé | 208  | 293  | 299  | 335  | 321  | 294  | 353  | 146  | 130  | 124  | 146  | 153  | 149  | 163  |
| Domy      | 30   | 35   | 40   | 42   | 43   | 44   | 47   | 48   | 34   | 33   | 31   | 39   | 39   | 44   |

## Hospodářství a doprava
Podél severního okraje vesnice vede železniční trať Žatec–Obrnice, na které se nachází stanice Lišany u Žatce. Ve vsi jsou dvě česačky chmele a fotbalové hřiště. Nejbližší základní škola je v Postoloprtech.

## Galerie

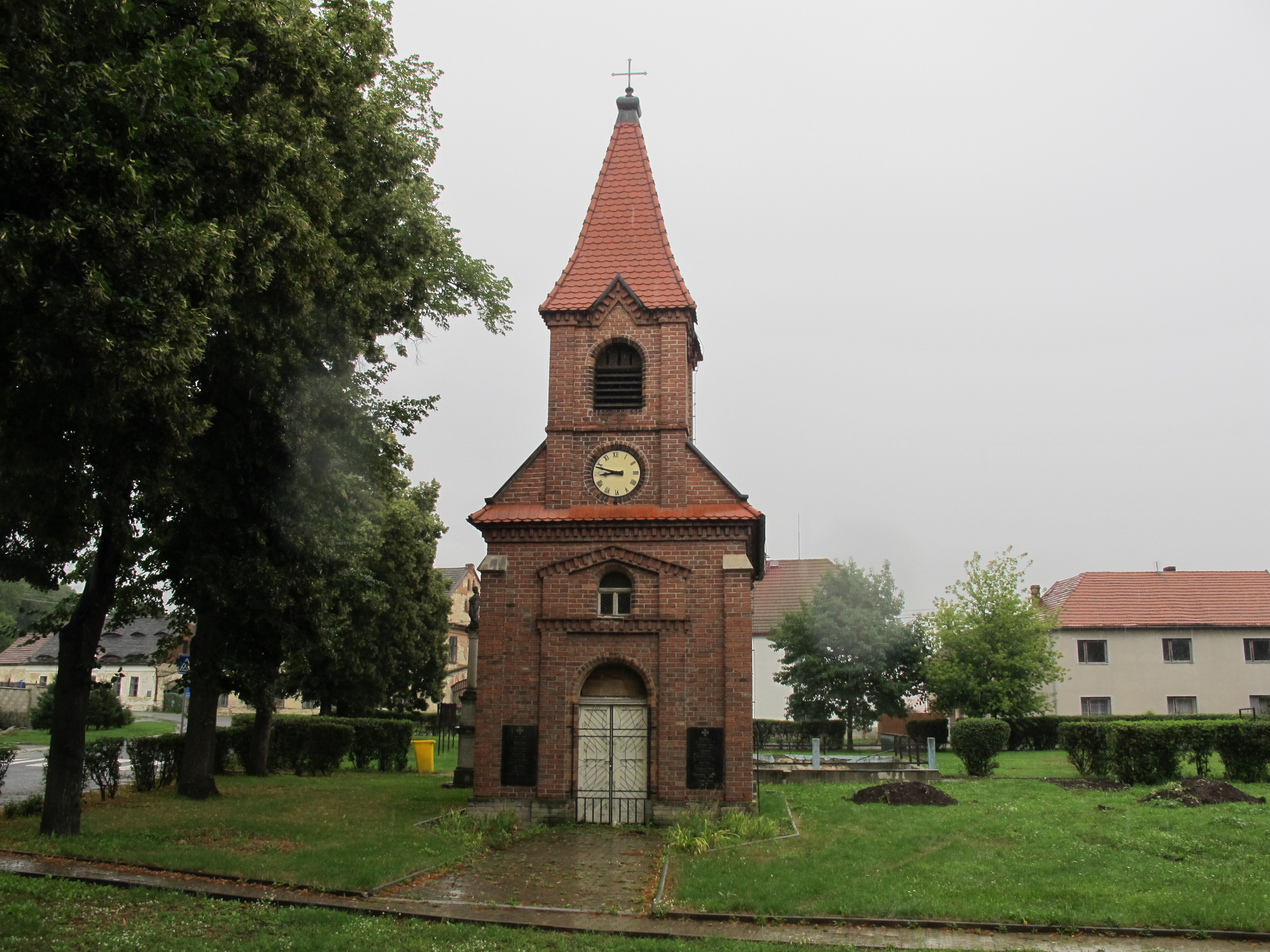
Kaple na návsi
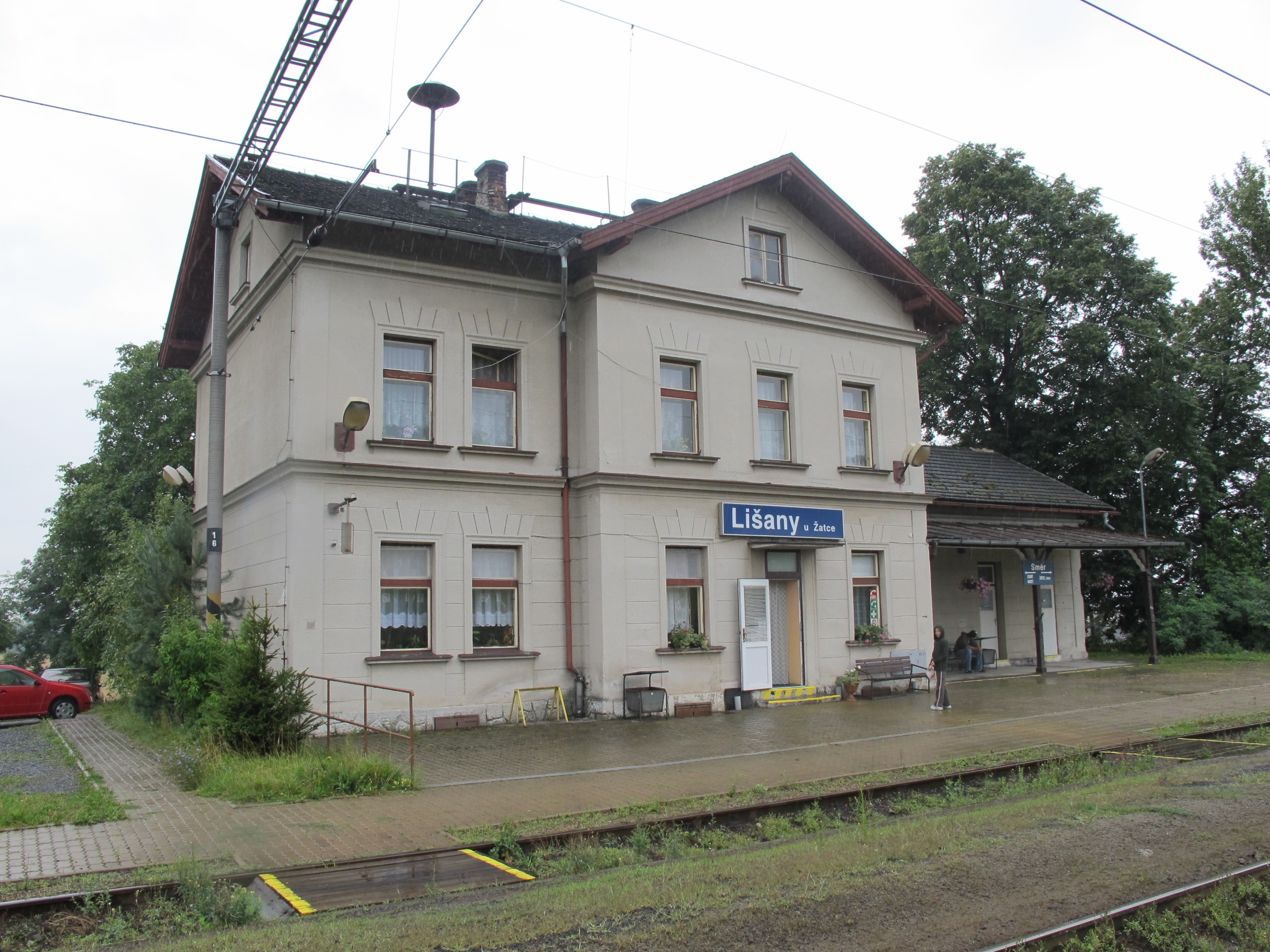
Nádraží
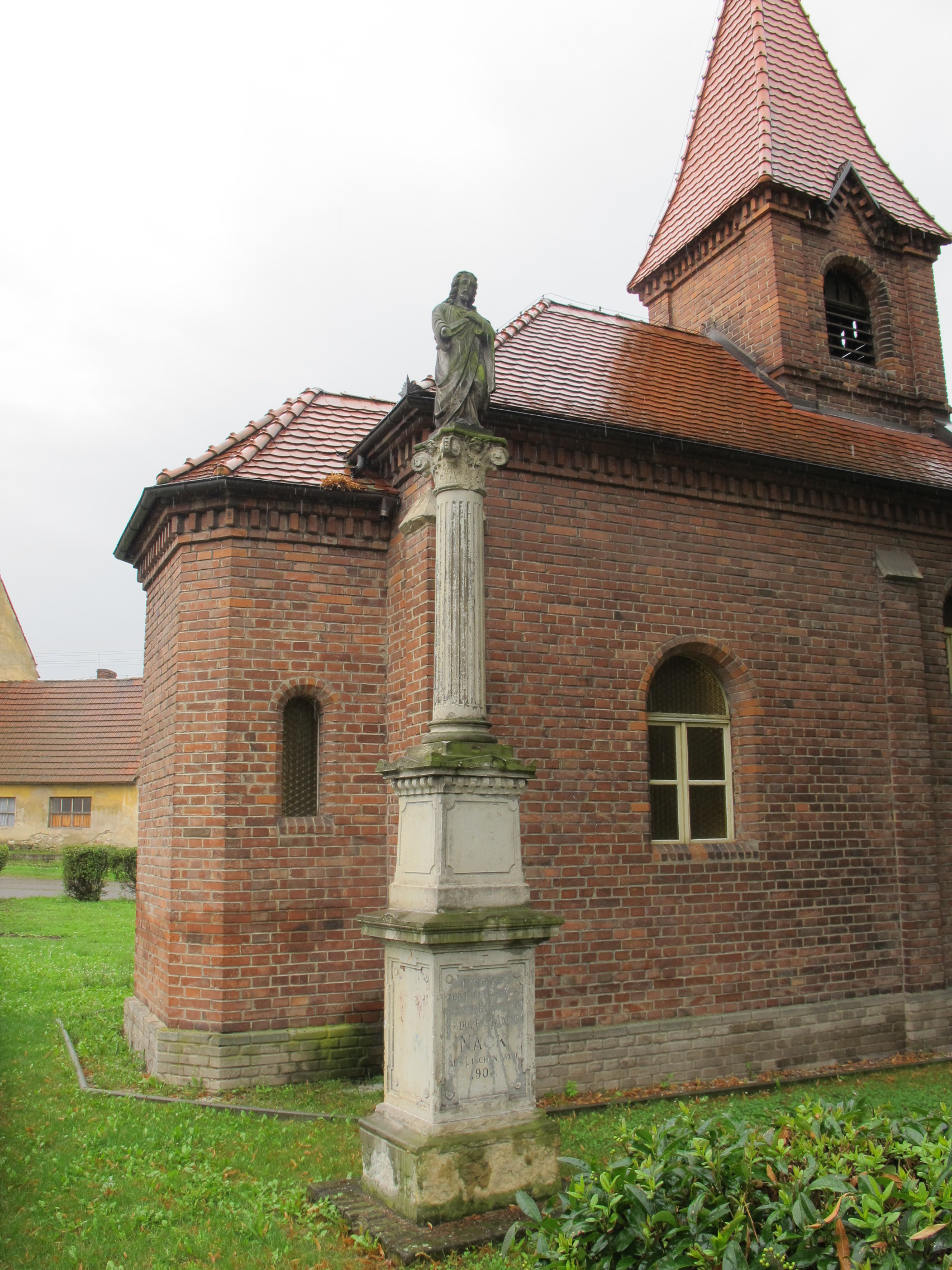
Sloup u kaple z roku 1903